# República Socialista Soviètica Autònoma d'Abkhàzia
La República Socialista Soviètica Autònoma d'Abkhàzia fou una República Soviètica Autònoma de l'URSS dins la República Socialista Soviètica de Geòrgia des del 1931 fins al 1989. Fou creada el 1931, quan la República Socialista Soviètica d'Abkhàzia va perdre el seu estatut. Comprenia el territori de l'actual Abkhàzia.